# Barahna scoria
Barahna scoria är en spindelart som beskrevs av Davies 2003. Barahna scoria ingår i släktet Barahna och familjen Stiphidiidae.
Artens utbredningsområde är Queensland. Inga underarter finns listade.